# Ana Garralón
Ana Garralón (Madrid, 1965) es una profesora, traductora y crítica literaria, especializada en literatura infantil y juvenil.

## Biografía
Sus principales aportaciones al estudio de la producción infantil en España consisten en conceder el peso que merece a la literatura latinoamericana en lengua española (más acorde con su importancia real, numérica y cualititativa, pero también con su influencia en los autores de la península, un aspecto poco estudiado). Asimismo, en reivindicar un uso más riguroso y profundo de las nuevas técnicas de análisis de la teoría literaria algo infrecuente en el estudio de la Literatura infantil y juvenil, que suele usar el análisis literario histórico-psicológico consolidado mediados de siglo XX y originado en Taine).
Además de estos aspectos, Ana Garralón centra su trabajo en el estudio de los libros informativos destacando sus contribuciones en este campo.

## Trayectoria
Ha colaborado con prensa (El País, CLIJ, Platero) y coordinado las páginas de la revista Educación y Biblioteca desde sus inicios hasta el año 2005. En la actualidad colabora con la revista Letras Libres
Una parte de su actividad se ha centrado en talleres formativos y en este ámbito ha colaborado con instituciones como Fundación Germán Sánchez Ruipérez, Banco del Libro y Fundalectura. Colaboró con la Secretaría de Educación Pública de México en el Programa Nacional de Lectura que se desarrolló desde el 2000 hasta el 2006.

## Obra
Ha editado varias antologías de verso y prosa (El gran libro de la Navidad, Si ves un monte de espumas y otros poemas: antología de poesía infantil hispanoamericana, Oda a la bella desnuda) y es asimismo autora de una Historia portátil de la literatura infantil (2001) y una introducción a Cervantes: Cervantes. Guía para jóvenes (2005). Su último libro es "Leer y Saber. Los libros informativos para niños" (2013)